# ニーヴ・ウィルソン
ニーヴ・ウィルソン（Niamh Wilson, 1997年3月9日 - ）は、カナダ・オンタリオ州オークビル出身の女優、元子役。多くのサイトではニーアム・ウィルソンと表記されているが、Niamh の正しい発音に従うと日本語表記はニーヴ（より正確にはネーヴ "Neve" に近い）とするのが適切である。

## 来歴
5歳の時にワーナー・ブラザースのパイロット番組『Chasing Alice』でデビュー。
2005年のテレビ映画『Haunting Sarah』で2006年度ヤング・アーティスト・アワードの Best Performance in a TV Movie, Miniseries or Special - Supporting Young Actress を受賞。さらに2011年からのカナダのテレビシリーズ『Debra』でも2012年度ヤング・アーティスト・アワードの Best Performance in a TV Series - Leading Young Actress を受賞した。アメリカで放映されていないテレビシリーズでこの賞を受賞したのはこの作品が初めてである。
映画では、『ソウ3』からの4作にジェフとリンの娘、コーベット・デンロン役で出演した。

## フィルモグラフィー
| 製作年 | 邦題 原題                                             | 役名                  | 備考           |
| ------ | ----------------------------------------------------- | --------------------- | -------------- |
| 2006   | レイクサイド The Marsh                                | リトル・クレア/ローズ |                |
| 2006   | ソウ3 Saw III                                         | コーベット・デンロン  |                |
| 2007   | ソウ4 Saw IV                                          | コーベット・デンロン  |                |
| 2007   | サイレント・ボイス They Come Back                     | マーリー・チャールズ  | テレビ映画     |
| 2008   | ソウ5 Saw V                                           | コーベット・デンロン  |                |
| 2009   | ソウ6 Saw VI                                          | コーベット・デンロン  | ノークレジット |
| 2013   | 天才スピヴェット The Young and Prodigious T.S. Spivet | グレーシー            |                |